# Judô nos Jogos Olímpicos de Verão de 2004 - Até 57 kg feminino
A competição até 57 kg feminino do judô nos Jogos Olímpicos de Verão de 2004 foi disputada em 16 de agosto na Pavilhão de Ano Liossia.
Esta prova foi a terceira mais leve das categorias de peso do judô feminino, limitando as competidoras a um máximo de 57 kg de massa corporal. Como todos os outros eventos de judô, as lutas duravam cinco minutos. Se a luta ainda estivesse empatada no final, ela seria prorrogada por mais cinco minutos, com morte súbita; se nenhuma judoca marcou nesse período, a partida será decidida pelos juízes. A chave do torneio consistiu em uma disputa de eliminação única culminando em uma disputa pela medalha de ouro. Houve também uma repescagem para determinar as vencedoras das duas medalhas de bronze. Cada judoca que perdeu para um semifinalista disputou a repescagem. As duas judocas que perderam nas semifinais enfrentaram o vencedor da metade oposta da repescagem da chave em disputas pela medalha de bronze.

## Calendário
| Data                        | Horário | Rodada          |
| --------------------------- | ------- | --------------- |
| Segunda-feira, 16 de agosto | 10h30   | Classificatória |
| Segunda-feira, 16 de agosto | 17h     | Fase final      |

## Medalhistas
| Ouro   | GER Yvonne Bönisch                              |
| Prata  | PRK Kye Sun-hui                                 |
| Bronze | CUB Yurisleydis Lupetey NED Deborah Gravenstijn |

## Resultados
Os resultados das competições foram estes:

### Final
|  | Final              |                    |      |
|  |                    |                    |      |
|  | PRK Kye Sun-hui    | PRK Kye Sun-hui    | 0010 |
|  | GER Yvonne Bönisch | GER Yvonne Bönisch | 0011 |

### Classificatórias

#### Tapete 1
|  | Rodada de 32          | Rodada de 32          | Rodada de 32 |  |  | Oitavas de final        | Oitavas de final        | Oitavas de final        |      |                | Quartas de final        | Quartas de final        | Quartas de final |  |  | Semifinais | Semifinais | Semifinais |
|  |                       |                       |              |  |  |                         |                         |                         |      |                |                         |                         |                  |  |  |            |            |            |
|  |                       |                       |              |  |  |                         |                         |                         |      |                |                         |                         |                  |  |  |            |            |            |
|  |                       |                       |              |  |  | NGR Catherine Ekuta     | NGR Catherine Ekuta     | 0010                    |      |                |                         |                         |                  |  |  |            |            |            |
|  | AUS Maria Pekli       | AUS Maria Pekli       | 0000         |  |  | SUI Lena Göldi          | SUI Lena Göldi          | 1100                    |      |                |                         |                         |                  |  |  |            |            |            |
|  | SUI Lena Göldi        | SUI Lena Göldi        | 1131         |  |  |                         |                         |                         |      | SUI Lena Göldi | SUI Lena Göldi          |                         |                  |  |  |            |            |            |
|  |                       |                       |              |  |  |                         | CUB Yurisleydis Lupetey | CUB Yurisleydis Lupetey | WO   |                |                         |                         |                  |  |  |            |            |            |
|  |                       |                       |              |  |  | FRA Barbara Harel       | FRA Barbara Harel       | 0000                    |      |                |                         |                         |                  |  |  |            |            |            |
|  |                       |                       |              |  |  | CUB Yurisleydis Lupetey | CUB Yurisleydis Lupetey | 1000                    |      |                |                         |                         |                  |  |  |            |            |            |
|  |                       |                       |              |  |  |                         |                         |                         |      |                | CUB Yurisleydis Lupetey | CUB Yurisleydis Lupetey | 0000             |  |  |            |            |            |
|  |                       |                       |              |  |  |                         | PRK Kye Sun-hui         | PRK Kye Sun-hui         | 1000 |                |                         |                         |                  |  |  |            |            |            |
|  |                       |                       |              |  |  | GRE Ioulieta Boukouvala | GRE Ioulieta Boukouvala | 0000                    |      |                |                         |                         |                  |  |  |            |            |            |
|  | GBR Sophie Cox        | GBR Sophie Cox        | 1010         |  |  | GBR Sophie Cox          | GBR Sophie Cox          | 0001                    |      |                |                         |                         |                  |  |  |            |            |            |
|  | FIJ Elina Nasaudrodro | FIJ Elina Nasaudrodro | 0000         |  |  |                         |                         |                         |      | GBR Sophie Cox | GBR Sophie Cox          | 0010                    |                  |  |  |            |            |            |
|  |                       |                       |              |  |  |                         | PRK Kye Sun-hui         | PRK Kye Sun-hui         | 1010 |                |                         |                         |                  |  |  |            |            |            |
|  |                       |                       |              |  |  | RUS Natalia Yukhareva   | RUS Natalia Yukhareva   | 0010                    |      |                |                         |                         |                  |  |  |            |            |            |
|  | PRK Kye Sun-hui       | PRK Kye Sun-hui       | 1010         |  |  | PRK Kye Sun-hui         | PRK Kye Sun-hui         | 0031                    |      |                |                         |                         |                  |  |  |            |            |            |
|  | MLT Marcon Bezzina    | MLT Marcon Bezzina    | 0000         |  |  |                         |                         |                         |      |                |                         |                         |                  |  |  |            |            |            |

#### Tapete 2
|  | Rodada de 32            | Rodada de 32            | Rodada de 32 |  |  | Oitavas de final            | Oitavas de final            | Oitavas de final       |      |                         | Quartas de final        | Quartas de final        | Quartas de final |  |  | Semifinais | Semifinais | Semifinais |
|  |                         |                         |              |  |  |                             |                             |                        |      |                         |                         |                         |                  |  |  |            |            |            |
|  |                         |                         |              |  |  |                             |                             |                        |      |                         |                         |                         |                  |  |  |            |            |            |
|  |                         |                         |              |  |  | USA Ellen Wilson            | USA Ellen Wilson            | 0001                   |      |                         |                         |                         |                  |  |  |            |            |            |
|  | NED Deborah Gravenstijn | NED Deborah Gravenstijn | 1000         |  |  | NED Deborah Gravenstijn     | NED Deborah Gravenstijn     | 1011                   |      |                         |                         |                         |                  |  |  |            |            |            |
|  | ITA Cinzia Cavazzuti    | ITA Cinzia Cavazzuti    | 0001         |  |  |                             |                             |                        |      | NED Deborah Gravenstijn | NED Deborah Gravenstijn | 1010                    |                  |  |  |            |            |            |
|  | ALG Lila Latrous        | ALG Lila Latrous        | 0011         |  |  |                             | BRA Danielle Zangrando      | BRA Danielle Zangrando | 0010 |                         |                         |                         |                  |  |  |            |            |            |
|  | CHN Liu Yuxiang         | CHN Liu Yuxiang         | 1100         |  |  | CHN Liu Yuxiang             | CHN Liu Yuxiang             | 0011                   |      |                         |                         |                         |                  |  |  |            |            |            |
|  |                         |                         |              |  |  | BRA Danielle Zangrando      | BRA Danielle Zangrando      | 1000                   |      |                         |                         |                         |                  |  |  |            |            |            |
|  |                         |                         |              |  |  |                             |                             |                        |      |                         | NED Deborah Gravenstijn | NED Deborah Gravenstijn | 0000             |  |  |            |            |            |
|  | JPN Kie Kusakabe        | JPN Kie Kusakabe        | 1000         |  |  |                             | GER Yvonne Bönisch          | GER Yvonne Bönisch     | 1000 |                         |                         |                         |                  |  |  |            |            |            |
|  | VEN Rudymar Fleming     | VEN Rudymar Fleming     | 0000         |  |  | JPN Kie Kusakabe            | JPN Kie Kusakabe            | 0020                   |      |                         |                         |                         |                  |  |  |            |            |            |
|  |                         |                         |              |  |  | MGL Khishigbatyn Erdenet-Od | MGL Khishigbatyn Erdenet-Od | 0002                   |      |                         |                         |                         |                  |  |  |            |            |            |
|  |                         |                         |              |  |  |                             |                             |                        |      | JPN Kie Kusakabe        | JPN Kie Kusakabe        | 0000                    |                  |  |  |            |            |            |
|  |                         |                         |              |  |  |                             | GER Yvonne Bönisch          | GER Yvonne Bönisch     | 0200 |                         |                         |                         |                  |  |  |            |            |            |
|  |                         |                         |              |  |  | PUR Jessica García          | PUR Jessica García          | 0000                   |      |                         |                         |                         |                  |  |  |            |            |            |
|  | GER Yvonne Bönisch      | GER Yvonne Bönisch      | 0121         |  |  | GER Yvonne Bönisch          | GER Yvonne Bönisch          | 1000                   |      |                         |                         |                         |                  |  |  |            |            |            |
|  | ESP Isabel Fernández    | ESP Isabel Fernández    | 0011         |  |  |                             |                             |                        |      |                         |                         |                         |                  |  |  |            |            |            |